# Liedekerke
Liedekerke és un municipi belga de la província del Brabant Flamenc, a la regió de Flandes. El 2018 tenia 13.188 habitants.